# 거제 장문포 왜성
거제 장문포 왜성(巨濟 長門浦 倭城)은 대한민국 경상남도 거제시 장목면에 있는 임진왜란 때 일본군이 쌓은 일본식 성곽(왜성)이다. 1998년 11월 13일 경상남도의 문화재자료 제273호로 지정되었다가 2018년 12월 20일 현재의 명칭으로 변경되었다.

## 현지 안내문
경상남도 거제시 북쪽 장목만 입구 언덕 정상에 있는 이 성은 일본이 쌓은 왜성으로, 맞은편에도 송진포 왜성이 있다.
성의 둘레는 710m이며, 성벽의 높이는 3.5m이다. 성벽은 대부분 훼손되었고, 성곽의 주변에는 나무와 수풀이 우거져 있어, 확실한 구조와 모습을 파악하기가 어렵다. 지금은 겨우 성벽의 기단부만 남아 있으며, 근처에는 기와 조각이 많이 흩어져 있다.
남아있는 부분을 보면 언덕 정상 가운데에 본성을 두고, 그 양 옆으로 제2성과 제3성을 배치하였을 것으로 보인다. 그리고 길게 흙으로 쌓아 구부러지게 연결된 북쪽 끝에 다시 총구를 두었다. 이 장문포는 나중에 장목진을 설치하여 왜구 침략에 대비하였다.

## 참고 자료
- 이 문서에는 문화재청에서 공공누리 제1유형으로 배포된 자료를 바탕으로 한 내용이 포함되어 있습니다.